# Lingshui Air Base
Lingshui Air Base är en flygplats i Kina. Den ligger i provinsen Hainan, i den södra delen av landet, omkring 180 kilometer söder om provinshuvudstaden Haikou. Lingshui Air Base ligger 30 meter över havet.
Närmaste större samhälle är Yingzhou, 16,6 km sydväst om Lingshui Air Base. Omgivningarna runt Lingshui Air Base är en mosaik av jordbruksmark och naturlig växtlighet.
Genomsnittlig årsnederbörd är 2 321 millimeter. Den regnigaste månaden är oktober, med i genomsnitt 357 mm nederbörd, och den torraste är januari, med 23 mm nederbörd.